# Eutresis hyspa
Eutresis hyspa är en fjärilsart som beskrevs av Frederick DuCane Godman och Osbert Salvin 1879. Eutresis hyspa ingår i släktet Eutresis och familjen praktfjärilar. Inga underarter finns listade i Catalogue of Life.